# Валле Эгели, Ветле
Ветле Валле Эгели (норв. Vetle Walle Egeli; 2 февраля 2004) — норвежский футболист, защитник клуба «Саннефьорд».

## Клубная карьера
Выступал за юношеские команды клубов «Нансет» и «Саннефьорд». 29 августа 2021 года дебютировал в основном составе «Саннефьорда» в матче Элитсерии против клуба «Сарпсборг 08». 12 ноября 2023 года забил свой первый гол за «Саннефьорд» в матче Элитсерии против «Русенборга».

## Карьера в сборной
Выступал за сборные Норвегии до 17, до 18, до 19 и до 20 лет.

## Личная жизнь
Его младший брат Синнре также является профессиональным футболистом.